# 卡雷姆斯科耶湖

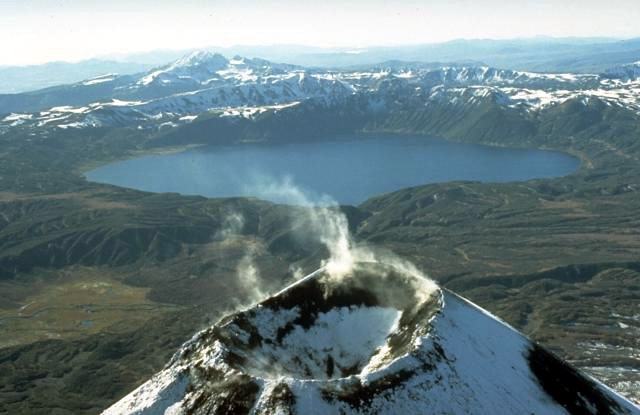

卡雷姆斯科耶湖（俄语：Карымское озеро），是俄羅斯的湖泊，位於該國東北部，由堪察加邊疆區負責管轄，長4.1公里、寬3.9公里，面積10.2平方公里，海拔高度630米，最大水深70米。